# 特別業務の局
特別業務の局（とくべつぎょうむのきょく）は、無線局の種別の一つである。

## 定義
総務省令電波法施行規則第4条第1項第29号に「特別業務を行う無線局」と定義している。 
特別業務とは、第3条第1項第20号に「前各号に規定する業務及び電気通信業務（不特定多数の者に同時に送信するものを除く。）のいずれにも該当しない無線通信業務であつて、一定の公共の利益のために行われるもの」 と定義している。 
引用の促音の表記は原文ママ

## 開設の基準
総務省令無線局（基幹放送局を除く。）の開設の根本的基準第7条の2から第7条の3による。
第7条の2　特別業務の局は、次の各号の条件を満たすものでなければならない。
1 その局は、免許人以外の者の使用に供するものでないこと。
2 その局を開設する目的、通信の相手方の選定及び通信事項が法令に違反せず、且つ、公共の福祉を害しないものであること。
3 通信の相手方及び通信事項は、その局の免許を受けようとする者の事業又は業務の遂行上必要であつて、最小限のものであること。
4 その局を開設することが既設の無線局等の運用又は電波の監視に支障を与えないこと。
第7条の3　特別業務の局であつて、既設の無線局の通信を抑止する業務に供するものについては、前条の規定にかかわらず、次の各号の条件を満たすものでなければならない。
1 前条各号に掲げる条件を満たすものであること。
2 その局は、次に掲げる既設の無線局（第3号において「携帯無線通信等の無線局」という。）の通信を抑止し、建物その他の施設における静穏を保持することその他一定の公共の利益のために行われることを目的として開設するものであること。 
(1) 携帯無線通信（設備規則第3条第1号に規定する携帯無線通信をいう。）を行う基地局、陸上移動中継局（基地局と同一の周波数を使用するものに限る。以下この号において同じ。）又は陸上移動局（基地局と同一の周波数を中継するものに限る。以下この号において同じ。）
(2) 広帯域移動無線アクセスシステムの基地局、陸上移動中継局又は陸上移動局
(3) PHSの基地局（設備規則第9条の4第4号イに規定するPHSの基地局をいう。）又は陸上移動中継局
3 その局を開設し、運用することについて同一の周波数を使用する携帯無線通信等の無線局を運用するものから同意が得られていること。
引用の促音の表記は原文ママ、設備規則は無線設備規則の略
この基準において特に条文が割かれているのは、携帯電話等の通信機能抑止装置が他の特別業務の局の無線設備と大きく態様が異なる為、特に規定することが必要だからである。

## 概要
電波法施行規則には種々の無線局について種別を定義しているが、いずれにもあてはまらないときに指定される種別である。
実務上は、何らかの目的の為の特定または不特定の者に向けての一方的な送信、放送に類似した同報通信がほとんどである。
また、定義に「公共の利益のため」とあるので免許人は官公庁や公益性を持つ民間団体に限られる。
具体的には、
- 路側放送（国土交通省、地方道路公社、NEXCO、警察庁）
- マーチス（海上保安庁）
- 潮流放送（同上）
- VOLMET放送（気象庁）
- 気象無線模写通報（同上）
- 不法市民ラジオと不法アマチュア無線（特定不法開設局）および不法不法パーソナル無線（パーソナル無線機は、指定無線設備から削除[2]され、不法に使用しても特定不法開設局ではなくなった。）（通称、不法三悪）に対する規正通信（総務省、日本アマチュア無線連盟）
- 北朝鮮による拉致被害者に対する広報のしおかぜ (放送)（特定失踪者問題調査会）

などがある。
末尾の（　）内は免許人
過去にあった海上保安庁による船舶気象通報、道路管理者によるVICSと呼ばれる道路交通情報通信用無線ビーコンも特別業務の局であった。
変わったものとしては、携帯電話等の通信機能抑止装置は実験試験局として免許されてきたが、電波有効利用成長戦略懇談会から実用局化とする考え方が示され、「携帯無線通信等を抑止する無線局」という特別業務の局の一種として免許されることとなった。

## 免許
種別コードはSP。有効期間は5年。但し、当初に限り有効期限は5年以内の一定の11月30日となる（沿革を参照）が、通信機能抑止装置は例外で免許の日から5年である。
適合表示無線設備を使用すれば簡易な免許手続の規定が適用され、予備免許や落成検査が省略されて免許されるが、該当するのはVICSのみで、これは廃止された。簡易な免許手続の適用外でも、一部を除き登録検査等事業者等による点検ができるので、この結果に基づき落成検査が一部省略される。
用途
局数の推移に見るとおり「水防水利道路用」が多数を占めている。
これはVICSと路側放送で、VICSが多数であったが廃止により総数ともども大きく減少した。
- 路側放送で警察によるものは、警察庁が免許人であり「その他国家行政用」に分類される。

代わって増加してきたのが「その他」で、通信機能抑止装置が特別業務の局として免許されて以降この用途として分類されることによる。
- 運転免許試験場に設置されたものは、警察庁が免許人であり「その他国家行政用」に分類される。

表示
適合表示無線設備には、技適マークの表示が義務付けられている。
また、技術基準適合証明番号又は工事設計認証番号の表示も必須とされる。
従前は工事設計認証番号にも表示を要した。
技適マーク#沿革を参照。
- 特別業務の局で該当するのはVICSで、これを表す記号は技術基準適合証明番号の英字の1-2字目のPZ[4]であるが廃止された。

### 旧技術基準の機器の使用
無線設備規則のスプリアス発射等の強度の許容値に関する技術基準改正

により、旧技術基準に基づく無線設備が免許されるのは「平成29年11月30日」まで
、
使用は「平成34年11月30日」まで

とされた。
対象となるのは、
- 「平成17年11月30日」[8]までに製造された機器または認証された適合表示無線設備
- 経過措置として、旧技術基準により「平成19年11月30日」までに製造された機器[9]または認証された適合表示無線設備[10]

である。
新規免許は「平成29年12月1日」以降はできないが、使用期限はコロナ禍により「当分の間」延期された。
詳細は無線局#旧技術基準の機器の使用を参照。

## 運用
無線局運用規則第6章 特別業務の局及び標準周波数局の運用による。
電波法第16条第1項ただし書および電波法施行規則第10条の2第6号により、VICSおよび空中線電力10W以下の路側放送以外の局は運用開始の届出を要する。
無線局運用規則第140条により、通信機能抑止装置、VICSおよび空中線電力10W以下の路側放送以外の局は次の運用に関する事項が告示される。
1. 電波の発射又は通報の送信を行う時刻
2. 電波の発射又は通報の送信の方法
3. その他当該業務について必要と認める事項

## 操作
特別業務の局は、政令電波法施行令第3条第2項第8号に規定する陸上の無線局であり、最低でも第三級陸上特殊無線技士以上の無線従事者による管理（常駐するという意味ではない。）を要するのが原則である。
- 通信事項が海事又は航空に係わるものであっても海上系又は航空系の無線従事者では操作できない。

無線従事者を要しない「簡易な操作」を規定する電波法施行規則第33条及びこれに基づく告示から特別業務の局に係わるものを抜粋する。
2020年（令和2年）6月22日現在
- 第4号(1)　特定無線局以外の陸上に開設した無線局でかつ海岸局、航空局、船上通信局、無線航行局、海岸地球局又は航空地球局以外のものの通信操作
  - 陸上に開設した特別業務の局も該当する。
- 第8号　その他に別に告示するもの
  - 告示第3項第5号　プレストーク方式による無線電話の送受切替装置の技術操作
  - 告示第3項第6号(5)　通信機能抑止装置の電源の切断

## 検査
- 落成検査は、適合表示無線設備を用いたものであれば簡易な免許手続が適用され省略される。これ以外でも一部を除き登録検査等事業者等による点検が可能でこの結果に基づき一部省略される。
- 定期検査は、電波法施行規則第41条の2の6第26号により路側放送用及びアマチュア局に対する規正通信用以外に行われる。

周期は別表第5号第32号により次の通り。
(1)　航空機又は船舶のための気象通報及び航行警報等の業務用　1年
(2)　(1)に該当しないもの 5年
一部を除き登録検査等事業者等による検査が可能で、この結果に基づき検査が省略される。
- 変更検査は、落成検査と同様である。

## 沿革
1950年（昭和25年）- 電波法施行規則制定時に定義、特別業務が「前各号に規定する業務及び公衆通信業務を除いた業務であつて、一定の公共の利益のために行われるもの」と定義、免許の有効期間は5年
引用の促音の表記は原文ママ
- 旧法による特別業務の局の免許（無線電信法による特別業務の局に相当する施設の許可）の有効期限は電波法施行の日から2年6ヶ月後（昭和27年11月30日）まで[16]とされた。

1951年（昭和26年）- 電波監理委員会にウルシグラム（URSIGRAM）通報用として初の特別業務の局（呼出符号JJD）が免許
- 免許の有効期限は旧法により免許された特別業務の局と同様の「昭和27年11月30日」までとされた。なお、この期限までに免許された特別業務の局は他に無かった。

1952年（昭和27年）- 12月1日に最初の再免許、以降の免許の周期はこの日が起点となる。
1985年（昭和60年）- 定義が「前各号に規定する業務及び電気通信業務を除いた業務であつて、一定の公共の利益のために行われるもの」 と改正
引用の促音の表記は原文ママ
1993年（平成5年）- 電波利用料制度化、料額の変遷は下表参照
1994年（平成6年）- VICSが制度化
- 証明機器（現・適合表示無線設備）[20]を使用するものとされ、運用開始の届出は要しない[21]、運用に関する事項の告示も要しない[22]とされた。

1996年（平成8年）- 同一免許人所属の路側放送の無線業務日誌は地方電気通信監理局（現・総合通信局）（沖縄郵政管理事務所（現・沖縄総合通信事務所）を含む。）管内で共用できるものに
1998年（平成10年）- 路側放送用及びアマチュア局に対する規正通信用は定期検査を実施しないものに
2002年（平成14年）- 定義が現行のものに
2004年（平成16年）- 空中線電力10W以下の路側放送は、運用に関する事項の告示が不要に
2009年（平成21年）- 特別業務の局は全て無線業務日誌の備付けが不要に
2020年（令和2年）- 無線局（基幹放送局を除く。）の開設の根本的基準に特別業務の局に関する条文が追加、通信機能抑止装置は特別業務の局に
- 通信機能抑止装置の免許の有効期間は免許の日から5年とされ、運用開始の届出は要しない、運用に関する事項の告示も要しないとされた。

2022年（令和4年）- VICS廃止
引用の促音の表記は原文ママ
| 年度         | 総数  | 水防水利道路 | その他 | 出典                 | 出典                           |
| ------------ | ----- | ------------ | ------ | -------------------- | ------------------------------ |
| 平成11年度末 | 3,047 | 2,611        | 41     | 地域・局種別無線局数 | 平成11年度第4四半期末          |
| 平成12年度末 | 3,271 | 2,950        | 24     | 地域・局種別無線局数 | 平成12年度第4四半期末          |
| 平成13年度末 | 3,390 | 2,952        | 20     | 用途別無線局数       | H13 用途・業務・免許人・局種別 |
| 平成14年度末 | 3,706 | 3,257        | 10     | 用途別無線局数       | H14 用途・局種別無線局数       |
| 平成15年度末 | 3,514 | 2,952        | 10     | 用途別無線局数       | H15 用途・局種別無線局数       |
| 平成16年度末 | 3,765 | 3,323        | 10     | 用途別無線局数       | H16 用途・局種別無線局数       |
| 平成17年度末 | 3,728 | 3,307        | 10     | 用途別無線局数       | H17 用途・局種別無線局数       |
| 平成18年度末 | 3,755 | 3,343        | 11     | 用途別無線局数       | H18 用途・局種別無線局数       |
| 平成19年度末 | 3,830 | 3,243        | 21     | 用途別無線局数       | H19 用途・局種別無線局数       |
| 平成20年度末 | 3,839 | 3,455        | 21     | 用途別無線局数       | H20 用途・局種別無線局数       |
| 平成21年度末 | 3,746 | 3,372        | 21     | 用途別無線局数       | H21 用途・局種別無線局数       |
| 平成22年度末 | 3,718 | 3,382        | 21     | 用途別無線局数       | H22 用途・局種別無線局数       |
| 平成23年度末 | 3,709 | 3,386        | 21     | 用途別無線局数       | H23 用途・局種別無線局数       |
| 平成24年度末 | 3,753 | 3,489        | 21     | 用途別無線局数       | H24 用途・局種別無線局数       |
| 平成25年度末 | 3,689 | 3,471        | 21     | 用途別無線局数       | H25 用途・局種別無線局数       |
| 平成26年度末 | 3,671 | 3,456        | 21     | 用途別無線局数       | H26 用途・局種別無線局数       |
| 平成27年度末 | 3,531 | 3,324        | 21     | 用途別無線局数       | H27 用途・局種別無線局数       |
| 平成28年度末 | 3,419 | 3,235        | 21     | 用途別無線局数       | H28 用途・局種別無線局数       |
| 平成29年度末 | 3,234 | 3,067        | 21     | 用途別無線局数       | H29 用途・局種別無線局数       |
| 平成30年度末 | 3,110 | 2,956        | 21     | 用途別無線局数       | H30 用途・局種別無線局数       |
| 令和元年度末 | 2,949 | 2,801        | 21     | 用途別無線局数       | R01 用途・局種別無線局数       |
| 令和2年度末  | 2,745 | 2,580        | 33     | 用途別無線局数       | R02 用途・局種別無線局数       |
| 令和3年度末  | 2,261 | 2,064        | 79     | 用途別無線局数       | R03 用途・局種別無線局数       |
| 令和4年度末  | 774   | 541          | 103    | 用途別無線局数       | R04 用途・局種別無線局数       |
| 令和5年度末  | 820   | 520          | 207    | 用途別無線局数       | R05 用途・局種別無線局数       |

電波利用料
自局及び通信の相手方の移動の有無により、電波法別表第6の次の項が適用される。
- 自局が移動する - 第1項の「移動する局」
- 自局が移動せず、相手方が移動する - 第2項の「移動しない局」
- 自局が移動せず、相手方も移動しない - 第9項の「その他の局」

以下、特別業務の局が免許されたものについて掲げる。
2006年（平成18年）4月以降は、特別業務の局が免許された周波数の範囲に限定し、備考に注記する。
| 年月                                | 料額  | 備考                                                                        |
| ----------------------------------- | ----- | --------------------------------------------------------------------------- |
| 1993年（平成5年）4月                | 600円 |                                                                             |
| 1997年（平成9年）10月               | 600円 |                                                                             |
| 2006年（平成18年）4月               | 600円 | 3GHz以下で周波数幅6MHz以下                                                  |
| 2008年（平成20年）10月              | 400円 | 3GHz以下で周波数幅6MHz以下                                                  |
| 2011年（平成23年）10月              | 500円 | 3GHz以下で周波数幅6MHz以下                                                  |
| 2014年（平成26年）10月              | 600円 | 3GHz以下で周波数幅6MHz以下                                                  |
| 2017年（平成29年）10月              |       | 3GHz以下で周波数幅6MHz以下                                                  |
| 2019年（令和元年）10月              | 400円 | 3.6GHz以下で周波数幅6MHz以下 周波数の細分については料額が変わらないので省略 |
| 2022年（令和4年）10月               |       |                                                                             |
| 注 料額は減免措置を考慮していない。 |       |                                                                             |

| 年月 | 料額                | 料額               | 料額     | 備考     |
| --- | ------------------- | ------------------ | -------- | -------- |
| 1993年（平成5年）4月                                                                                                   | 12,100円            | 12,100円           | 12,100円 |          |
| 1997年（平成9年）10月                                                                                                  | 12,100円            | 12,100円           | 12,100円 |          |
| 2006年（平成18年）4月                                                                                                  | 空中線電力10mW以下  | 空中線電力10mW以下 | 5,300円  | 3GHz以下 |
| 2006年（平成18年）4月                                                                                                  | 空中線電力10mW超    | 空中線電力10mW超   | 7,900円  | 3GHz以下 |
| 2008年（平成20年）10月                                                                                                 | 空中線電力10mW以下  | 空中線電力10mW以下 | 6,100円  | 3GHz以下 |
| 2008年（平成20年）10月                                                                                                 | 空中線電力10mW超    | 空中線電力10mW超   | 9,400円  | 3GHz以下 |
| 2011年（平成23年）10月                                                                                                 | 空中線電力10mW以下  | 空中線電力10mW以下 | 7,300円  | 3GHz以下 |
| 2011年（平成23年）10月                                                                                                 | 空中線電力10mW超    | 空中線電力10mW超   | 8,900円  | 3GHz以下 |
| 2014年（平成26年）10月                                                                                                 | 空中線電力10mW以下  | 空中線電力10mW以下 | 8,700円  | 3GHz以下 |
| 2014年（平成26年）10月                                                                                                 | 空中線電力10mW超    | 空中線電力10mW超   | 10,600円 | 3GHz以下 |
| 2017年（平成29年）10月                                                                                                 | 空中線電力10mW以下  | 空中線電力10mW以下 | 10,460円 | 3GHz以下 |
| 2017年（平成29年）10月                                                                                                 | 空中線電力10mW超    | 空中線電力10mW超   | 12,700円 | 3GHz以下 |
| 2019年（令和元年）10月                                                                                                 | 470MHz以下          | 空中線電力10mW以下 | 2,600円  | 6GHz以下 |
| 2019年（令和元年）10月                                                                                                 | 470MHz以下          | 空中線電力10mW超   | 5,900円  | 6GHz以下 |
| 2019年（令和元年）10月                                                                                                 | 470MHz超 3.6GHz以下 | 空中線電力10mW以下 | 2,600円  | 6GHz以下 |
| 2019年（令和元年）10月                                                                                                 | 470MHz超 3.6GHz以下 | 空中線電力10mW超   | 10,900円 | 6GHz以下 |
| 2019年（令和元年）10月                                                                                                 | 3.6GHz超 6GHz以下   | 空中線電力10mW以下 | 2,600円  | 6GHz以下 |
| 2019年（令和元年）10月                                                                                                 | 3.6GHz超 6GHz以下   | 空中線電力10mW超   | 5,900円  | 6GHz以下 |
| 2022年（令和4年）10月                                                                                                  | 470MHz以下          | 空中線電力10mW以下 | 3,100円  | 6GHz以下 |
| 2022年（令和4年）10月                                                                                                  | 470MHz以下          | 空中線電力10mW超   | 6,400円  | 6GHz以下 |
| 2022年（令和4年）10月                                                                                                  | 470MHz超 3.6GHz以下 | 空中線電力10mW以下 | 3,100円  | 6GHz以下 |
| 2022年（令和4年）10月                                                                                                  | 470MHz超 3.6GHz以下 | 空中線電力10mW超   | 22,800円 | 6GHz以下 |
| 2022年（令和4年）10月                                                                                                  | 3.6GHz超 6GHz以下   | 空中線電力10mW以下 | 3,100円  | 6GHz以下 |
| 2022年（令和4年）10月                                                                                                  | 3.6GHz超 6GHz以下   | 空中線電力10mW超   | 6,400円  | 6GHz以下 |
| 注 - 料額は減免措置を考慮していない。 - 周波数と空中線電力の組合せが複数の料額にわたる時は、最高額のものが適用される。 |                     |                    |          |          |

## その他
マーチス、VOLMET放送、路側放送、潮流放送はベリカードを、しおかぜはベリカードに代えて御礼状を発行している。
これらは無線局の義務ではなく厚意によるものである。